# Chabrier Rock
Der Chabrier Rock (französisch Roche Chabrier) ist eine Felseninsel im Archipel der Südlichen Shetlandinseln. Sie liegt 800 m südwestlich des Vauréal Peak auf der Ostseite der Einfahrt zur Admiralty Bay von King George Island.
Teilnehmer der Fünften Französischen Antarktisexpedition (1908–1910) unter der Leitung des Polarforschers Jean-Baptiste Charcot kartierten den Felsen im Dezember 1909. Namensgeber ist vermutlich der französische Neurologe Joseph François Chabrier, ein Zeitgenosse von Charcots Vater Jean-Martin Charcot. Seit 1929 ist die Insel auf britischen Karten unter ihrem englischsprachigen Namen verzeichnet.